# Mauricio Funes
Carlos Mauricio Funes Cartagena (18. října 1959, San Salvador – 21. ledna 2025 Managua, Nikaragua) byl salvadorský novinář, politik a mezi roky 2009 a 2014 rovněž prezident Salvadoru. Tím byl zvolen za levicově orientovanou Národní osvobozeneckou frontu Farabunda Martího. Byl ženatý a má jednoho syna.
Během salvadorské občanské války působil hlavně jako televizní reportér a později pokračoval v žurnalistické kariéře, přičemž se stal úspěšným moderátorem vícero publicistických pořadů a byl známým kritikem salvadorské pravicové vlády. Později se stal více aktivní v místní politice a v roce 2007 jej Národní osvobozenecká fronta Farabunda Martího nominovala do prezidentských voleb v březnu 2009. Ty vyhrál se ziskem 51,32 % hlasů a stal se prvním levicově orientovaným prezidentem v novodobé historii země. Úřadu se ujal 1. června 2009. V zahraniční politice se snažil udržet dobré vztahy se Spojenými státy a navázal diplomatické vztahy s Kubou, které jeho země přerušila po Kubánské revoluci. Zavedl též řadu sociálních reforem. Do prezidentského křesla usedl po Funesovi 1. června 2014 Salvador Sánchez Cerén ze stejné politické strany.
Od roku 2016 žil se svými nejbližšími v exilu v Nikaragui, kam uprchl kvůli obvinění z kriminálních činů, kterých se dopustil během funkčního období. V červenci 2023 na něj ministerstvo zahraničí USA uvalilo sankce kvůli jeho odsouzení v nepřítomnosti za vyjednávání příměří mezi gangy, za nezákonné obohacování a za daňové úniky.